# 카루더스빌브리지

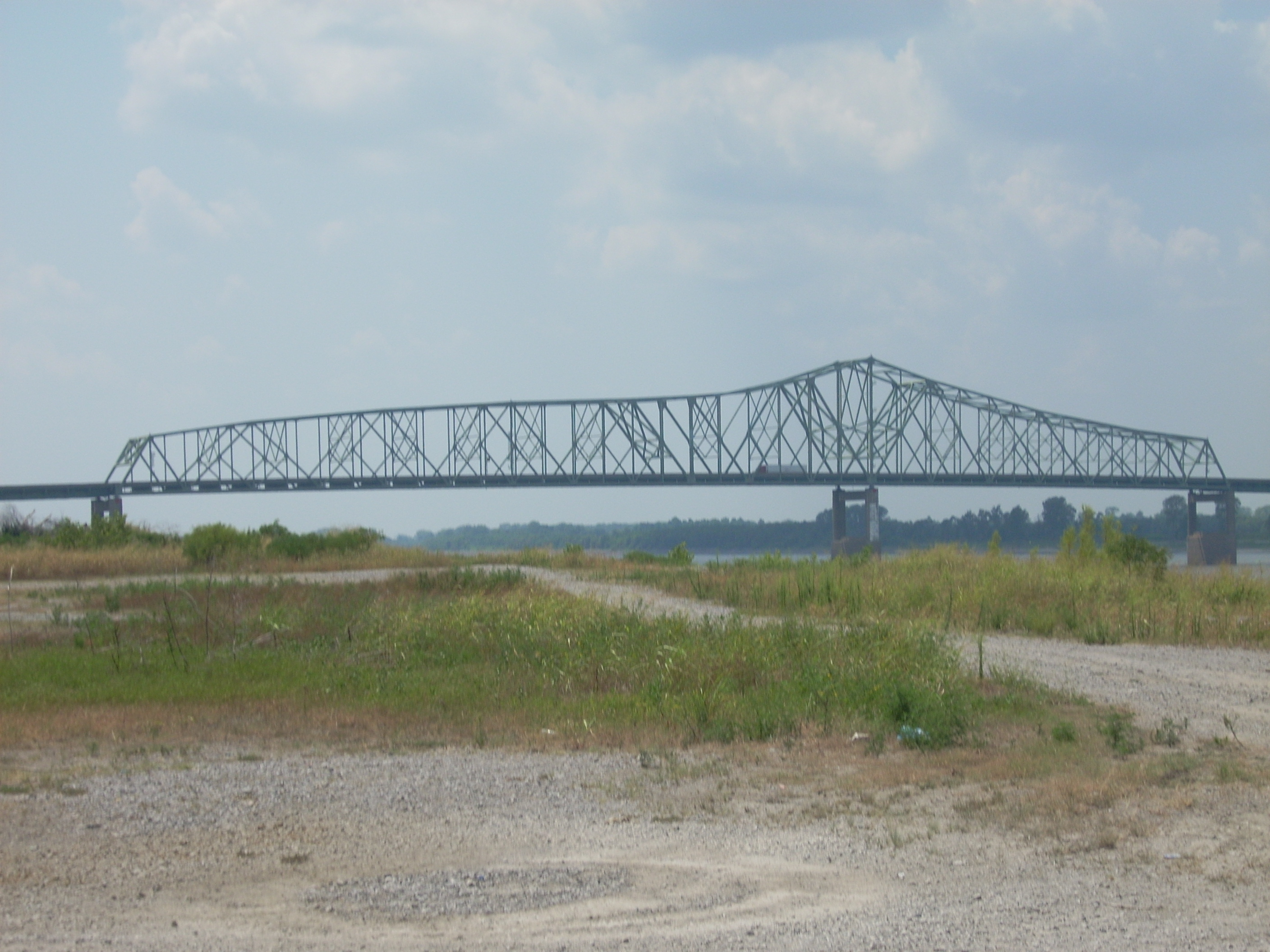

카루더스빌브리지(Caruthersville Bridge)는 미시시피강을 경유하는 인터스테이트 155와 U.S. 루트 412를 수송하는 교량이다.
이 교량은 1940년대 초에 처음 제안되었다. 1949년 이 교량을 건설할 가능성을 연구하는 주 법안에 의해 위원회가 구성되었다. 1952년 11월 18일 위원회에 의해 지역이 선정되었으며 이후 1953년 8월 20일 미국 육군 공병대에 의해 승인되었다. 건설은 1969년 3월 시작되었다. US$25,800,000의 비용이 들었으며 1976년 12월 1일 오픈하였다.